# Birthday (Katy Perry)
Birthday è un singolo della cantante statunitense Katy Perry, pubblicato il 24 aprile 2014 come quarto estratto dal quarto album in studio Prism.

## Descrizione
Il brano, scritto da Katy Perry, Bonnie McKee, Cirkut, Dr. Luke e Max Martin e prodotto dagli ultimi tre, è stato mixato da Șerban Ghenea ai MixStar Studios a Virginia Beach insieme all'ingegnere John Hanes.

## Pubblicazione
La pubblicazione del singolo è stata annunciata da Katy Perry sul suo profilo Twitter il 3 aprile 2014 insieme alla sua copertina, raffigurante Katy, sua sorella Angela e loro madre durante un compleanno. Il brano è stato poi mandato per la prima volta in onda radiofonica il 21 aprile 2014.

## Video musicale

### Produzione
Il 21 aprile 2014 viene pubblicato un video, sul canale VEVO della popstar, intitolato World's Worst Birthday Party Entertainers ("Birthday" Music Video Preview). In esso vengono mostrati quelli che saranno i 5 personaggi principali del videoclip ufficiale, tutti interpretati dalla Perry: Goldie the Dancer, Yosef Schulem the MC, Kriss the Clown, Ace the Animal Trainer e Princess Mandee, descritti come i peggiori animatori di feste di compleanno.
Il videoclip ufficiale è stato invece pubblicato sul canale VEVO di Katy Perry il 24 aprile.

### Sinossi
Il videoclip, che si protrae per 8 minuti, riprende nella parte iniziale il video precedente in cui venivano presentati i personaggi per poi iniziare quello che è il vero video musicale: vengono presentate in scene alternate 5 feste di compleanno, ognuna animata da uno dei cinque animatori: Goldie The Dancer anima la festa di un anziano, Yosef Schulem quella di un ragazzino, Kriss ed Ace quella di due bambini e Mandee quella di una bambina. I cinque personaggi mostrano tutta la loro incapacità nell'animare feste, combinando guai di ogni tipo: alla fine però i festeggiati riusciranno comunque a divertirsi e nel caso della festa animata da Mandee ella rivelerà alle bambine presenti di essere in realtà Katy Perry togliendo parrucca e maschera. Il video si conclude con i titoli di coda affiancati da piccoli sketch dei cinque personaggi con in sottofondo un remix del brano.

### Video promozionale
Il precedente 10 aprile era stato pubblicato, sempre sul canale VEVO della Perry, il lyric video del brano, diretto da Aya Tanimura e prodotto da Mandy Sellick. Girato in una pasticceria, mostra Katy Perry che prepara tantissime torte dalle forme più stravaganti e finisce con un primo piano della cantante che conclude la preparazione di una torta con scritto Happy Birthday. Tuttavia dopo che il video è arrivato a 100 milioni di visualizzazioni la scritta Lyric è stata eliminata dal titolo.

## Classifiche
| Classifica (2014)       | Posizione massima |
| ----------------------- | ----------------- |
| Australia               | 25                |
| Austria                 | 61                |
| Belgio (Fiandre)        | 7                 |
| Belgio (Vallonia)       | 13                |
| Bulgaria                | 18                |
| Canada                  | 7                 |
| Corea del Sud           | 10                |
| Finlandia               | 34                |
| Francia                 | 57                |
| Germania                | 69                |
| Irlanda                 | 47                |
| Nuova Zelanda           | 17                |
| Paesi Bassi             | 34                |
| Portogallo              | 48                |
| Regno Unito             | 22                |
| Repubblica Ceca         | 32                |
| Slovacchia              | 37                |
| Stati Uniti             | 17                |
| Stati Uniti (dance)     | 1                 |
| Stati Uniti (pop)       | 10                |
| Stati Uniti (adult)     | 30                |
| Stati Uniti (adult pop) | 15                |
| Sud Africa              | 3                 |